# François Vola
 (décembre 2015).
Si vous disposez d'ouvrages ou d'articles de référence ou si vous connaissez des sites web de qualité traitant du thème abordé ici, merci de compléter l'article en donnant les références utiles à sa vérifiabilité et en les liant à la section « Notes et références ».
François Vola est un guitariste et compositeur né à Nice en 1953. Il est le filleul de Louis Vola (contrebassiste du Hot Club de France).

## Biographie
François Vola se met sérieusement à la guitare à l'âge de quatorze ans. Il joue du folk, du musette, etc.
En 1974, à l'âge de 20 ans, il émigre aux États-Unis, où il étudie le bluegrass, les musiques traditionnelles américaines et le swing, il y reste vingt-cinq ans.
François Vola joue sur plusieurs albums, puis enregistre trois albums personnels dont un de bluegrass en 1983 (Francois Vola), avec le célèbre violoniste « fiddler » Byron Berline (Rolling Stones, Stephen Stills), le banjoïste John Hickman et le fiddler Woody Paul (Riders in the Sky, Loggins and Messina). En 1996 il enregistre un album de ses propres compositions (Old world new world) avec son groupe The  Francois Vola Group bien apprécié par le Magazine Jazz Times. En 1997 il enregistre un album de jazz acoustique A night in Conover avec le fils de Django Reinhardt, Babik Reinhardt, et le mandoliniste Emory Lester, lors d'une tournée américaine. L'enregistrement comprend trois compositions de Babik, trois de Django et trois de François Vola.
Aux USA, il joue sur scène avec des musiciens tels que Tony Rice, Byron Berline, David Grisman, Bill Keith, Emory Lester, Babik Reinhardt, Tony Williamson, Dan Crary, Roland White, etc. Il joue  au Merle Watson festival en Caroline du Nord plusieurs années ainsi qu'à d'autres festivals aux États-Unis.
Pendant son séjour aux USA, La North Carolina School of the Arts lui décerna plusieurs prix pour ses compositions et François  Vola fut invité à jouer une de ses compositions Old World New World avec le Western Piedmont Symphony orchestra à Hickory en Caroline du Nord. En 1998, François Vola rentre en France et s'installe dans le Var ou il continue sa carrière musicale.